# Football Club Pro Vercelli 1892
Maillots
Actualités
Football Club Pro Vercelli 1892 est un club italien de football basé à Verceil, au Piémont, qui évolue en 2024-2025 en Serie C.
Le club est connu pour avoir été sept fois champion d'Italie, au début du XXe siècle.

## Histoire du club

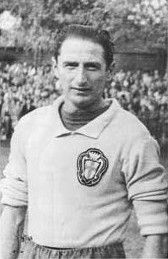
Légende du club, Silvio Piola, qui donna son nom au stade du club.

| \| Verceil \| Emplacement de Verceil, en Italie. |
| Verceil                                          |

### Pro Belvedere
En 1912 a été fondé le P.G.S. Pro Belvedere de Verceil.
En 2006, il devient l'AS Pro Vercelli Belvedere (it) par la fusion avec l'A.S. Trino Calcio. Les prestigieuses couleurs jaunes et vertes, marque de l'US Pro Vercelli Calcio, club fondé en 1892 et radié de la Ligue Pro en 16 juillet 2010, ont été  assignés le 4 août 2010 par la municipalité de Verceil à l'AS Pro Vercelli Belvedere.

### FC Pro Vercelli 1892
Le 6 août 2010, l'AS Pro Vercelli Belvedere (it) change sa dénomination en Football Club Pro Vercelli 1892 pour reprendre le prestigieux historique de l'ancien US Pro Vercelli Calcio, devenant ainsi le nouveau et unique Pro Vercelli.
Il a joué la saison 2010-2011 en Ligue Pro Deuxième Division et terminé troisième dans la saison. Il reste dans la même catégorie après l'élimination en série éliminatoire.
Le 11 juillet 2019, l'ex champion du monde 2006 Alberto Gilardino s'engage comme entraîneur.

## Palmarès
- Championnat d'Italie (7)
  - Champion : 1908, 1909, 1911, 1912, 1913, 1921, 1922

## Changements de nom
- 1912-2006 : Polisportive Giovanili Salesiane Pro Belvedere
- 2006-2010 : Associazione Sportiva Pro Belvedere Vercelli
- 2010- : Football Club Pro Vercelli 1892